# Poksi
Poksi – wieś w Estonii, w prowincji Tartu, w gminie Luunja.